# Karol Malczyk
Karol Malczyk (ur. 1907 w Barwałdzie Średnim, zm. 18 listopada 1965 w Detroit) – artysta malarz, rzeźbiarz i projektant witraży, specjalizujący się głównie w malarstwie sakralnym.

## Życiorys
Urodził się w chłopskiej rodzinie Franciszka i Franciszki, jako ich dwunaste dziecko. Po ukończeniu szkoły powszechnej i Gimnazjum im. Marcina Wadowity w Wadowicach, w 1928 rozpoczął studia w Państwowej Szkole Sztuk Zdobniczych i Przemysłu Artystycznego w Krakowie. W latach 1933–1938 studiował rzeźbę i malarstwo w krakowskiej Akademii Sztuk Pięknych, pod kierunkiem Władysława Jarockiego i Fryderyka Pautscha. Był związany z beskidzką grupą plastyczną "Czartak II".
Jego pierwszą pracą malarską była polichromia w kościele św. Józefa w Kalwarii Zebrzydowskiej, wykonana wspólnie z Adamem Siemianowiczem. Następną, już samodzielną, polichromia w kościele św. Józefa Robotnika w Łękawicy Kalwaryjskiej. W tym nowo pomalowanym kościele wziął w sierpniu 1938 ślub z Miladą Pawlikówną. W 1939 roku opracował projekt wystroju wnętrza i polichromii do kościoła Świętego Krzyża w Kielcach, którego wykonanie przerwał wybuch II wojny światowej.
17 września 1939 Malczykowie, wspólnie z bratem Karola, księdzem Erazmem, przekroczyli granicę węgierską. Zamieszkali w Zamárdi, gdzie uczyli w polskim gimnazjum dla uchodźców. Później przenieśli się do Mád, gdzie Karol Malczyk wykonał polichromię w miejscowym kościele rzymskokatolickim. Później pracował w kolejnych, w okolicy. Po zakończeniu wojny przeprowadzili się do Budapesztu, gdzie Erazm Malczyk został w 1947 proboszczem polskiej parafii personalnej. Karol zaprojektował i wykonał polichromię w kościele pw. Matki Bożej Wspomożycielki Wiernych. Jej głównym elementem był polski orzeł na sklepieniu, złożony z wielu skrzydlatych postaci aniołów, nawiązujących do stylistyki secesji i Młodej Polski. 
W 1949 Malczykowie, mający już kilkuletniego syna, zdecydowali się na dalszą emigrację do Kanady, gdzie artysta stworzył polichromie w kościołach w Rivier Canard, Blenheim i Kent Bridge. Następnie przenieśli się do Stanów Zjednoczonych. Osiedlili się ostatecznie w Detroit, gdzie oprócz wykonania kolejnych polichromii w kościołach, Malczyk zajmował się również malarstwem portretowym i historycznym, malarstwem i rzeźbą sakralną, projektowaniem witraży, ilustrowaniem czasopism oraz scenografią teatralną. Czynnie uczestniczył w działalności organizacji polonijnych oraz emigracji węgierskiej. Zmarł w 1965 i został pochowany na cmentarzu St. Olivet.
W 2008 powstał film dokumentalny Grzegorza Łubczyka i Macieja Józefowicza Anioły Karola Malczyka, przypominający postać artysty. Był emitowany między innymi w TVP Kultura i Religia.tv oraz wyświetlany podczas Forum Dziennikarzy Polonijnych w Tarnowie i Polonijnego Festiwalu Multimedialnego w Częstochowie (2009).